# Replay Dance Mania Vol 2
Replay Dance Mania Vol 2 gavs ut den 9 april 2003 som ett samlingsalbum med danceversioner av kända låtar.

## Låtlista
1. White Wedding – Code 69
2. Down Under - DJ Mind X feat. Men At Work
3. I Just Died In Your Arms - Resource
4. I Promised Myself - Mona Lisa
5. We Built This City - DJS 4 Life feat. Starship 2003
6. Seasons In the Sun - Second Run
7. Wind of Change - Illusion
8. The Sun Always Shines On TV - Vasco & Millboy
9. I Think We are Alone Now - Playhouse
10. Voyage Voyage - The Nightflyer
11. Banana Boat Song - Rick Maniac & Dr Loop
12. You Spin Me Round - Gigi D'Agostino
13. Broken Wings 2003 - "8" feat. Mr Mister
14. Alive & Kicking - SDT feat. TS
15. Sign Your Name - Axxis feat. Mady
16. Through the Barricades - Re-Corder feat. Phil Barnes
17. Because I Love You - Digital Rockers
18. Don't Go - André Visior
19. Blue Monday – Eurochrome